# Žalkovice
Žalkovice jsou obec v okrese Kroměříž ve Zlínském kraji. Žije zde 575 obyvatel. Obcí protéká říčka Moštěnka.

## Název
Nejstarší písemné záznamy (ze 13. století) ukazují jméno Žukovice. Jeho základem bylo osobní jméno Žuk totožné s obecným žuk - "brouk". Výchozí tvar Žukovici byl pojmenováním obyvatel vsi a znamenal "Žukovi lidé". Z 16. století jsou doloženy tvary Žaukovice (1506), Žuokovice (1516) a Žulkovice (1523), které byly mezistupni k dnešnímu (poprvé 1526 doloženému) Žalkovice. Hláskové změny byly vyvolány nesrozumitelností základu, jméno vsi bylo nakonec upraveno, jako by pocházelo od osobního jména Žalek.

## Historie
První písemná zmínka o obci pochází z roku 1220.

## Obyvatelstvo

### Struktura
Vývoj počtu obyvatel za celou obec i za jeho jednotlivé části uvádí tabulka níže, ve které se zobrazuje i příslušnost jednotlivých částí k obci či následné odtržení.
| Místní části   | Místní části   | 1869 | 1880 | 1890 | 1900 | 1910 | 1921 | 1930 | 1950 | 1961 | 1970 | 1980 | 1991 | 2001 | 2011 | 2021 |
| -------------- | -------------- | ---- | ---- | ---- | ---- | ---- | ---- | ---- | ---- | ---- | ---- | ---- | ---- | ---- | ---- | ---- |
| Počet obyvatel | část Žalkovice | 560  | 663  | 642  | 636  | 700  | 703  | 674  | 634  | 594  | 534  | 526  | 534  | 571  | 564  | 547  |
| Počet domů     | část Žalkovice | 97   | 102  | 108  | 109  | 110  | 114  | 122  | 153  | 150  | 145  | 140  | 164  | 161  | 177  | 189  |

## Obecní správa

### Obecní symboly
Znak a vlajka byly obci uděleny rozhodnutím předsedy Poslanecké sněmovny Parlamentu České republiky dne 2. září 1994.

## Pamětihodnosti
- Farní kostel svatého Mikuláše ze 14. století, kde v roce 1881 odpočíval Svatopluk Čech ve stínu Lípy tohoto kostela.
- Kříž kostela chráněný jako nemovitá Kulturní památka České republiky pod číslem 41656/7-6194.[8]
- Obecní knihovna – založená 1830 (jedna z nejstarších na Moravě)

## Galerie

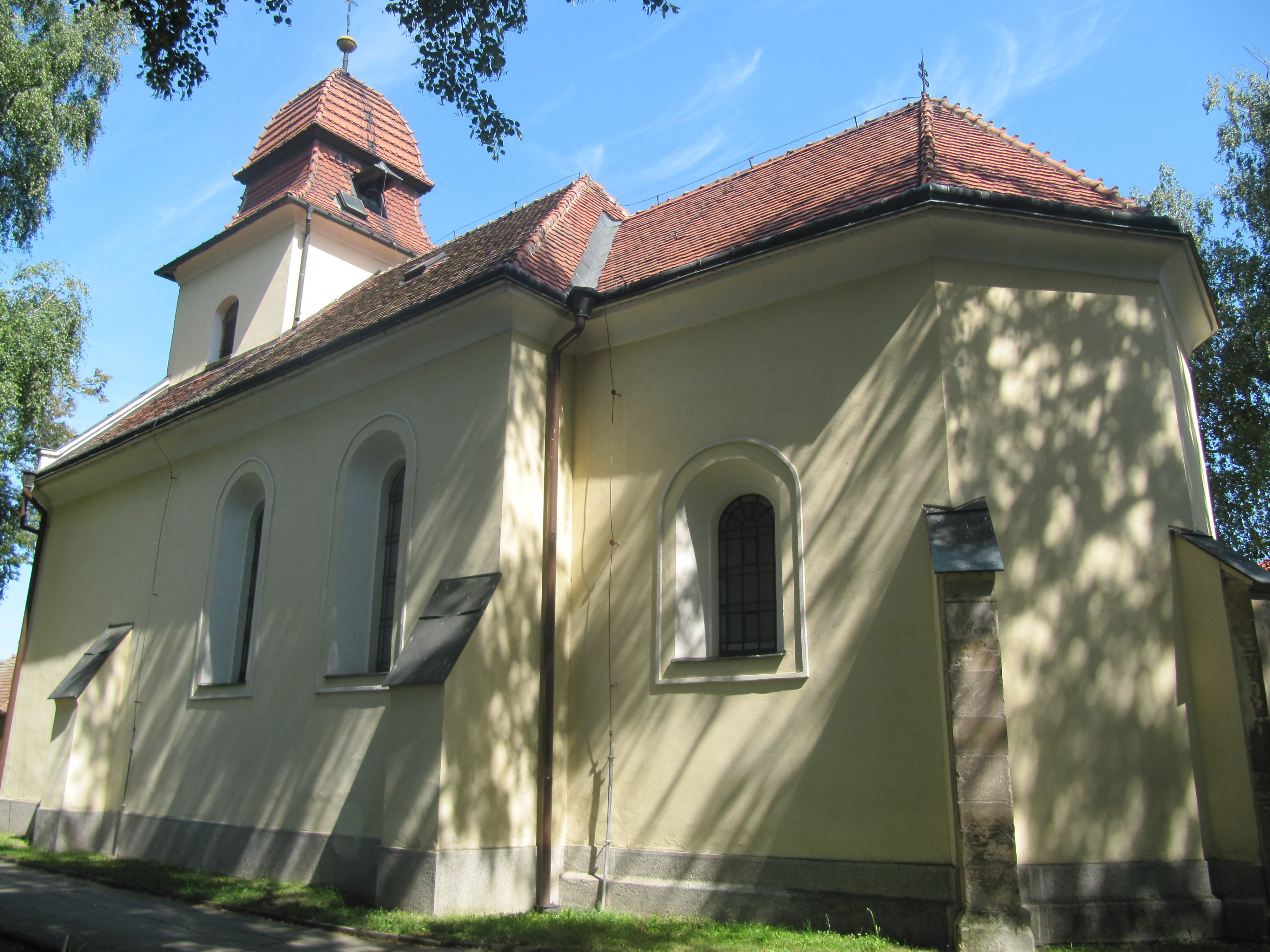
Kostel svatého Mikuláše
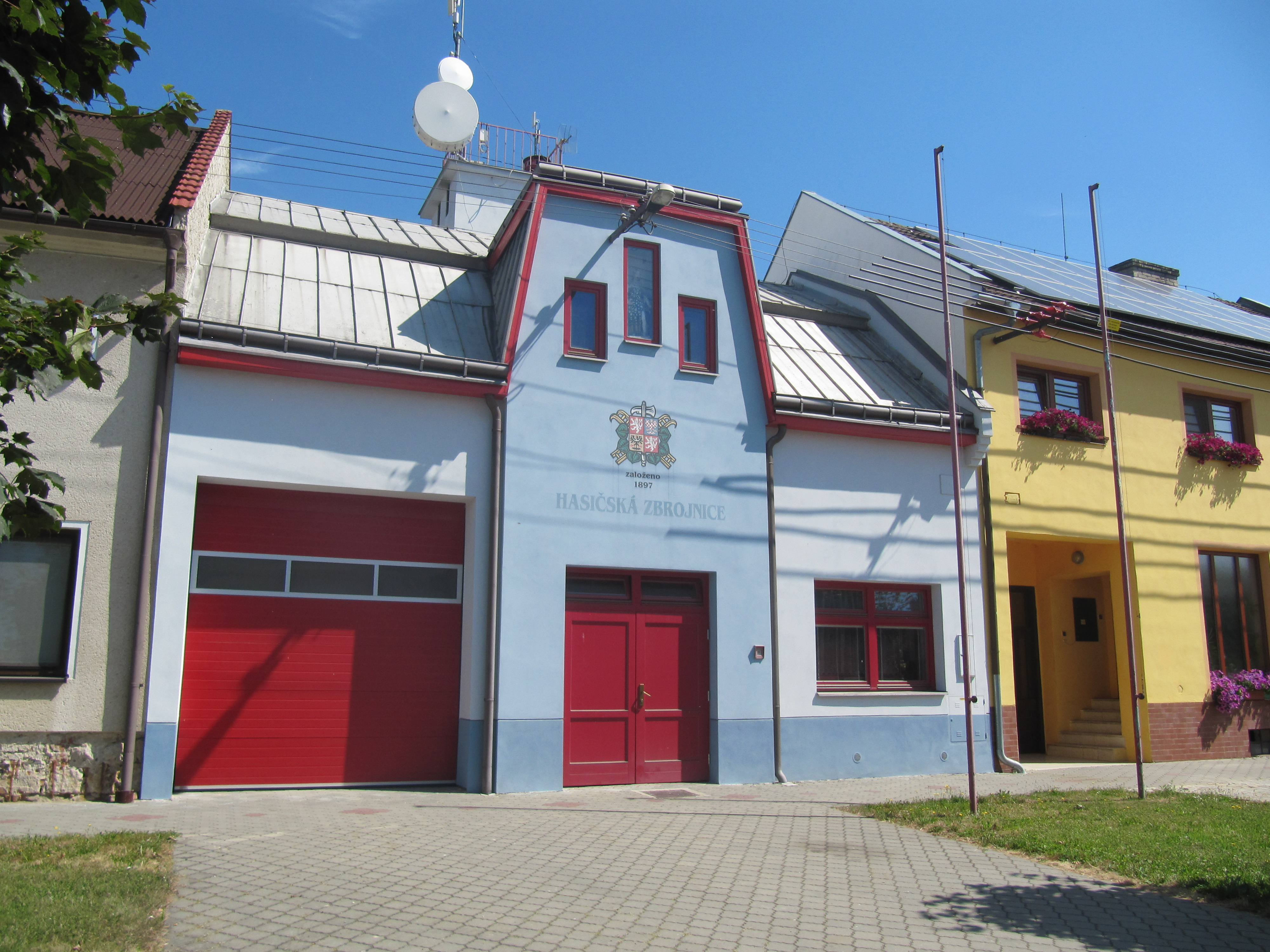
Hasičská zbrojnice
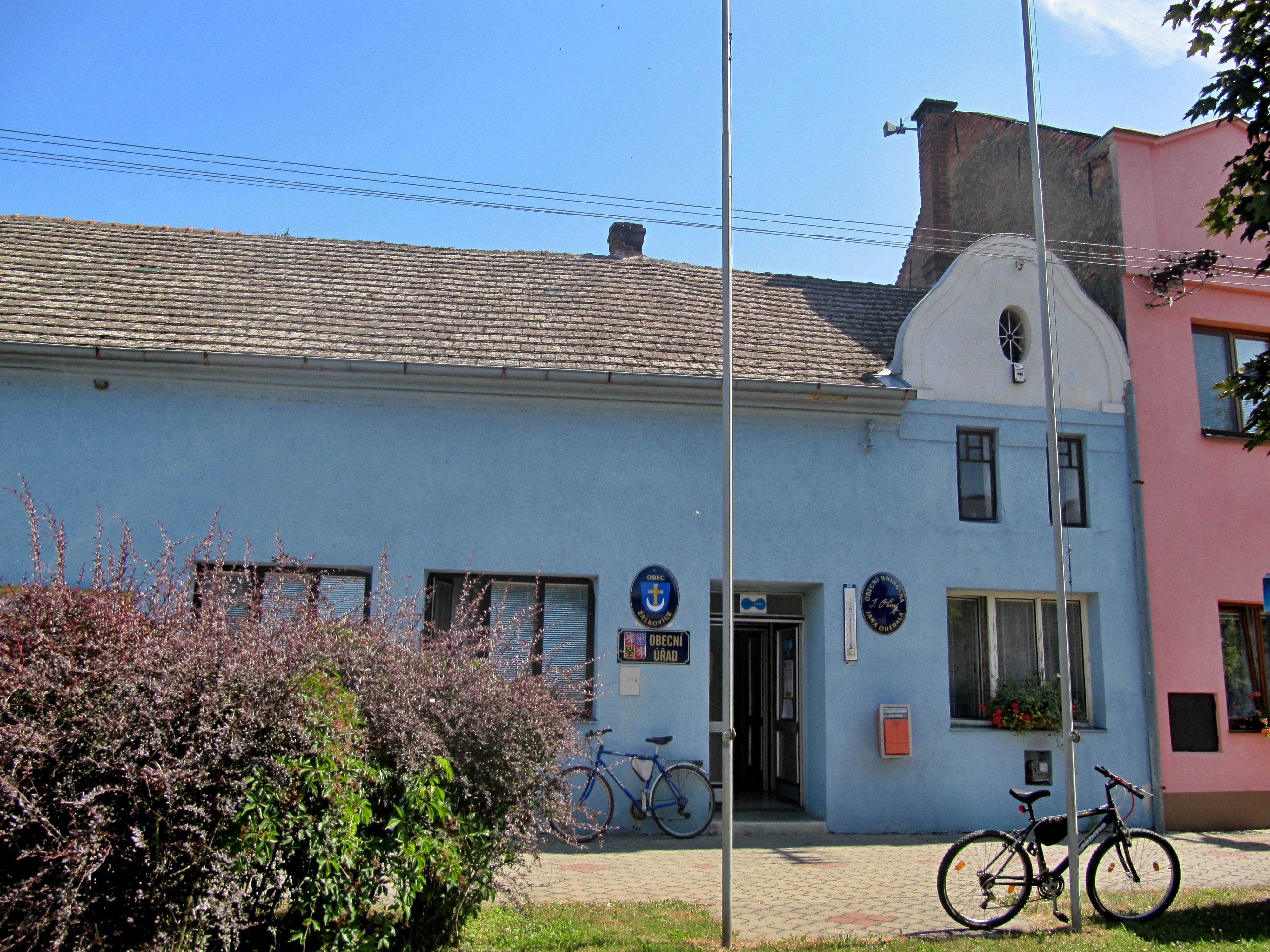
Obecní úřad
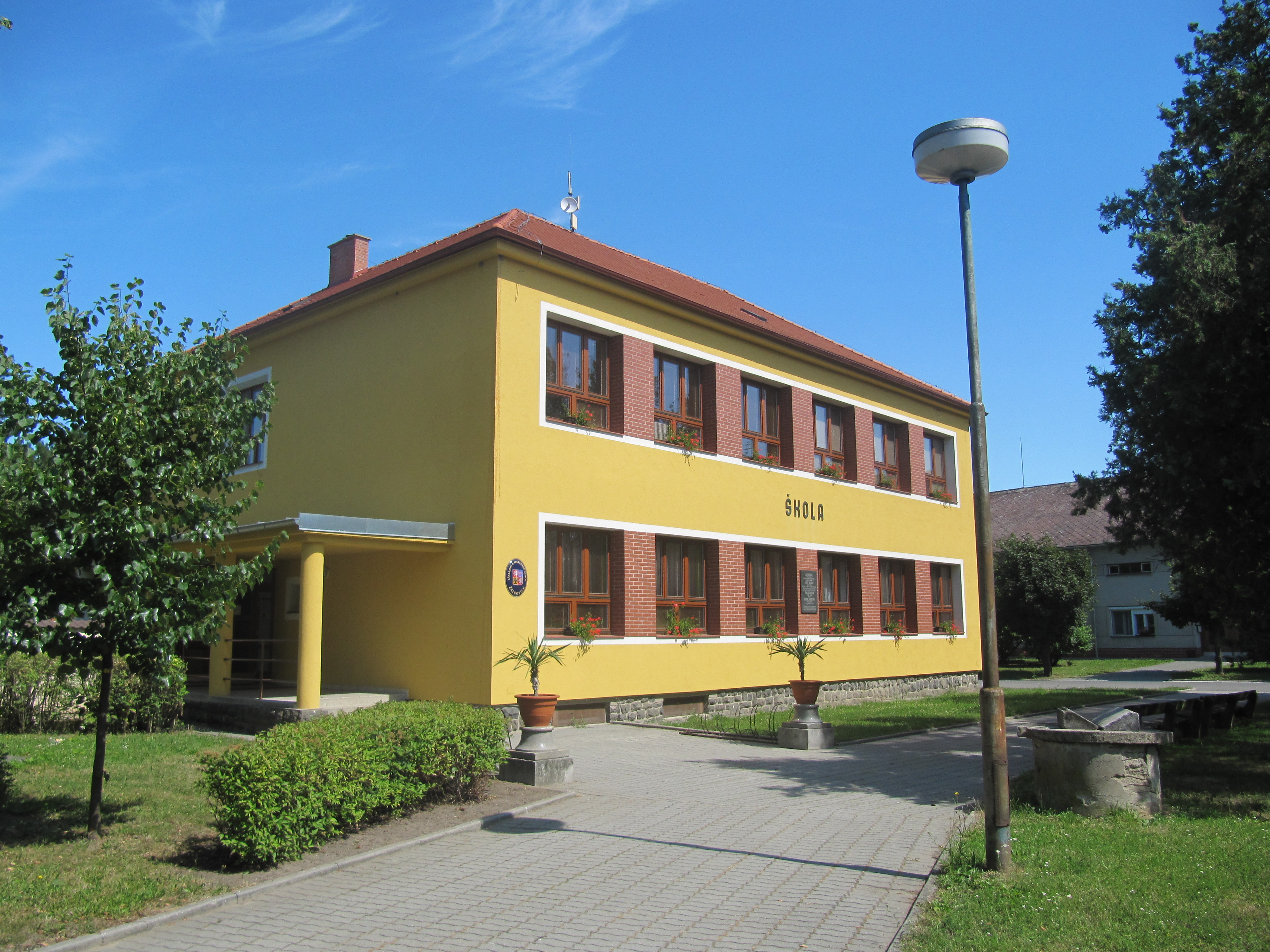
Škola

## Významní rodáci
- Jan Ohéral (1810–1868), novinář a publicista, který byl ve volbách roku 1848 zvolen na rakouský ústavodárný Říšský sněm jako zástupce volebního obvodu Kroměříž
- Josef Sumec (1867–1934), elektrotechnik, profesor Vysokého učení technického v Brně
- Radomír Pala (1984–?), hokejista v HC ZUBR PŘEROV

## Doprava
Územím obce prochází dálnice D1 a silnice I/55 v úseku Přerov - Hulín. Silnice III. třídy jsou:
- III/43210 Břest - Žalkovice
- III/43211 Kyselovice - Žalkovice - I/55
- III/43212 Žalkovice - Říkovice